# Joensuu vasútállomás
Joensuu vasútállomás Finnországban, Joensuu településen található.

## Vasútvonalak
Az állomást az alábbi vasútvonalak érintik:
- Kouvola–Joensuu-vasútvonal
- Joensuu–Kontiomäki-vasútvonal
- Joensuu–Ilomantsi-vasútvonal
- Pieksämäki–Joensuu-vasútvonal

## Kapcsolódó állomások
A vasútállomáshoz az alábbi állomások vannak a legközelebb:
- Niittylahti railway station (Kouvola vasútállomás, Kouvola–Joensuu-vasútvonal, dél)
- Kontiolahti railway station (Kontiomäki railway station, Joensuu–Kontiomäki-vasútvonal)